# Тимгад
Тимгад или Тамугади (араб. تيمقاد‎, лат. Thamugadi) — древнеримский город в Северной Африке, расположенный на территории современного Алжира в 35 км к востоку от города Батна.

## История
Колония Марциана Ульпия Траяна Тамугади (лат. Colonia Marciana Ulpia Traiana Thamugadi) была основана как римская военная колония при императоре Траяне около 100 года н. э. ex nihilo (на пустом месте) и была названа в честь родственников Траяна — матери Марции, старшей сестры Ульпии Марцианы и отца — консула Марка Ульпия Траяна Старшего (лат. Marcus Ulpius Traianus Maior).
Колония, находившаяся на северных предгорьях Ореса — горного массива Атласских гор, должна была обезопасить прибрежные районы от набегов берберских кочевников.
Она была первоначально заселена ветеранами-участниками Парфянской кампании Траяна, получившими землю в окрестностях. Первоначально спланированный из расчёта на 15 тысяч человек, город со временем разросся и уже в середине II века вышел за пределы регулярной сеточной застройки. В этот период город достиг своего расцвета, в новых кварталах было построено несколько крупных общественных зданий: Капитолий, храмы, рынки и бани; также строились крупные частные владения.
В IV веке город получил статус диоцеза (епархии), став затем широко известным как один из центров раскольнического движения донатизма.
В 430 году город был разграблен в ходе нашествия вандалов и затем окончательно разрушен в конце века берберскими племенами, жившими на предгорьях Ореса.
В 539 году византийский генерал Соломон, назначенный ранее префектом претория Африки, восстановил и фортифицировал город, который стал частью линии византийских укреплений от мавров. Для строительства крепости использовались в том числе каменные блоки римских памятников — так называемые сполии.
К VIII веку город уже был заброшен вследствие арабских завоеваний.

## Архитектура
Руины Тимгада — один из наиболее хорошо сохранившихся примеров римского города, спроектированного под перпендикулярную застройку в соответствии с римскими традициями городской планировки. Улицы были вымощены большими прямоугольными плитами известняка.
В городе сохранилось множество общественных сооружений, представляющих характерную архитектурную традицию римских провинций. В середине II века была построена Триумфальная арка Траяна и Восточные ворота, при Марке Аврелии —  Западные ворота. В городе находилось 14 терм, а также базилика. Хорошо сохранилось здание театра на 3,5 тысячи зрителей. Храм на Капитолии был посвящен Юпитеру, неподалёку от него в VII веке была построена квадратная церковь с полуциркульной апсидой.

Отдельным достоянием города была библиотека, возведенная в конце III — начале IV века. Предположительно она содержала около 3 тысяч свитков, которые могли храниться на полках в продолговатых нишах вдоль стен, если отталкиваться от системы Эфесской библиотеки. В ней также могли находиться отдельно стоящие книжные шкафы в центре комнаты, а также письменный стол для чтения. Учреждение было основано на средства Юлия Квинтиана Флавия Рогатиана, который предоставил 400 тысяч сестерциев, судя по посвятительной надписи:
Благодаря щедрости Марка Юлия Квинтиана Флавия Рогатиана, мужа светлейшей памяти, сооружение библиотеки, на которую он оставил по своему завещанию
республике колонии Тамугадийцев, своей родине, 400000 сестерциев, закончено заботами республики.
- Триумфальная арка Траяна
- Мозаичный пол одного из домов
- Руины римского театра
- Погребальный столик для подношений
- Коринфская колоннада, фланкирующая улицу

## История изучения
В Новое время первым руины Тимгада обнаружил британский исследователь Джеймс Брюс 12 декабря 1765 года, охарактеризовав увиденное как «небольшой городок, полный элегантных зданий». В 1790 году он опубликовал книгу «Путешествия к истокам Нила», в которой описал то, что он нашел в Тимгаде. Вдохновленный этими впечатлениями британский консул в Алжире сэр Роберт Ламберт Плейфер посетил руины в 1875 году и издал спустя два года книгу «Путешествия по следам Брюса в Алжире и Тунисе», в которой отметил, что «эти холмы покрыты бесчисленным количеством интереснейших останков мегалитических сооружений». В 1881 году Французские колонисты взяли памятник под свой контроль, начав исследования, которые длились вплоть до 1960 года. В течение этого периода систематически проводились раскопки.
В 1982 году Тимгад включён в список Всемирного наследия ЮНЕСКО.